# ジャンプLIVE
ジャンプLIVE（ジャンプライブ、以下『LIVE』）は、集英社によるかつての日本のスマートフォン・ タブレット端末向けアプリケーション（iOS / Android OS）。2013年8月より配信開始。『週刊少年ジャンプ（以下、WJ）』の増刊号。有料パス250円（税込）。「デジタルマンガアプリ」の先駆け的な存在であり、『少年ジャンプ+』（以下、J+）の前身となった。

## 概要
漫画を中心にFLASHアニメ・動画・ゲームなど様々なコンテンツが一定期間（夏休みや正月前後など）を中心に配信された。閲覧は基本的に無料だが、一部コンテンツは有料パスを買うことによって閲覧可能になった。
本誌と同じようにアンケートシステムを取り、各作品に読者の反応がわかる「いいジャン！」ボタンやTwitterと連携したコメント投稿欄も設置していた。コンセプトは当時の『少年ジャンプNEXT!』に近く、新人育成のために新人による作品とWJ番外編やWJ新人作家による新作などで構成された。全WJ連載作家に1ページ以上のイラストなどが描かれた。
『i・ショウジョ』（高山としのり）・『エルドライブ【ēlDLIVE】』（天野明）・『猫田びより』（久楽）など、後の『WJ』・『J+』作品を複数輩出した。

## 沿革

### 前史
2010年代の日本ではスマートフォンやタブレットの普及に伴い、電子書籍市場が活発化した。その結果、2013年春・夏には、さまざまな出版社によるマンガ電子書籍アプリやWebコミックサイトのリリースが行われた
2012年、電子書籍のプラットフォームが揃うと言われていたため、集英社・週刊少年ジャンプ編集部もジャンプコミックスを電子書籍で販売できるアプリケーション（アプリ）『ジャンプBOOKストア!』をリリースした。これは100万ダウンロード（DL）を突破し、編集部の予想を超えた大ヒットとなる。これを機にWJ編集部は写真をジャンプ漫画風にして楽しめる『ジャンプカメラ!!』などをリリースし、潜在的需要の高さを体感したという。しかし、集英社にはデジタルメディアユーザーのために作った本格的な漫画雑誌が存在しなかったため、「完全にデジタルの雑誌」を、WJ増刊号という形で作ることとなった。
将来的な需要を見据え、漫画と動画などのコンテンツを多数盛り込んだデジタル雑誌の創刊が企画された。しかし担当者の細野修平によれば、前例のない挑戦だったため、当初は集英社内の理解を得るのが大変だったという。デジタルならではの取り組みが多数行われると同時に、新しい雑誌を創刊する意気込みで創刊された。

### 第1弾
WJ作家陣が多数参加している『LIVE』はヒットを果たし、特に荒木飛呂彦・松井優征の料理動画は大きな反響を呼んだ。リリースされると社内でも話題となり、他部署から相乗りの話が次々と舞い込んだ。その結果、スポーツ総合サイト『Sportiva』の記事、ファッション雑誌『SPUR』の記事、『週刊プレイボーイ』の『キン肉マン』『マキバオー』などが配信された。
12月4日には『エルドライブ』『LADY COOL』単行本が発売された。『エルドライブ』単行本は予想以上の売れ行きを見せ、重版もかかった。ただし短期的な収益は想定されていないこともあり、アプリ自体は赤字だった。
『LIVE』掲載作品のうち、『学糾法廷』（榎伸晃）と『ケータイショウジョ』（高山としのり）が『WJ』で連載に昇格した。
1号終了後、数ヶ月で『マンガボックス』（DeNA）など競合アプリ漫画が台頭し、ウェブコミックを取り巻く環境は激変した。

### 第2弾
12月20日、第2弾が配信された。第2弾ではアプリの改良が行われ、ジャンルのバリエーションも増えた。細野は2014年前半に第3弾をリリースしたいと語っていた。小説コンテンツを拡大し、森田まさのりがラジオに挑戦と音声のコンテンツが新たに加わった。
有料パス会員向けに週刊少年ジャンプ2014年3号が配信されたが、このときはまだ将来的な紙と電子の電子配信の方針は定まっていなかった。
『LIVE』掲載作品のうち、『ジュウドウズ』（近藤信輔）が『WJ』で連載に昇格した。

### その後
結果的に『LIVE』3号は配信されなかった。あまりにも配信するコンテンツが多過ぎて、細野は編集部も読み切れていなかったのではないかとしている。また、配信されるパッケージに有料と無料が混在し、分かりにくかったのも課題として指摘された。そこで『LIVE』の反省を踏まえて仕切りなおすこととなった。2014年3月頃よりWJ編集部は新漫画アプリのリリース準備に取り掛かる。2014年9月22日、『WJ』電子版やオリジナル作品を配信する『少年ジャンプ+』が創刊された。
『LIVE』掲載作品のうち、『エルドライブ』・『EXP:0』･『ラフダイヤモンド まんが学校にようこそ』・『はしやすめに 猫田さん』・『ケッパレ 松原さん!』・『i・ショウジョ』・『ゆかりちゃん』・『放課後ましまし倶楽部』・『天神-TENJIN-』が『J+』に移籍した。
なお2019年11月現在、『WJ』・『J+』に移籍した『LIVE』出身の作品で連載が継続しているのは『猫田びより』のみである。

## 主なコンテンツ
WJ連載経験者の新作を中心に、連載・読切漫画が多数配信。連載中作品のスピンオフ、書き下ろしイラスト、ゲーム、映像、アニメ、小説などマンガ以外のコンテンツも数多く取り扱われた

### 1号･2号共通
- 天野明『エルドライブ【ēlDLIVE】』[5][9] - 漫画。看板作品
- 許斐剛『LADY COOL』[5] - 漫画
- 荒木飛呂彦・松井優征『JOJO's Kitchen』[5] - 動画。第2弾では附田祐斗も参加

### 1号
新規書き下ろしが約1500ページ、採録の更新コンテンツが約2000ページ、計3500ページほどの分量になった。それらに加えて、アニメや動画なども配信された
- 椎橋寛『ぬらりひょんの孫外伝〜花開院夜話〜眼球蒐集鬼』[9] - 連載漫画。全3話。『ILLEGAL RARE』4巻収録
- 矢吹健太朗『ToLOVEる -とらぶる- ダークネス』[裏技入り][5]
- ミウラタダヒロ『にくきゅー！』[10][9]
- 石田スイ『東京喰種トーキョーグール ［JACK］』 - 連載漫画。全6話。325ページ[2]
- 榎伸晃『学糾法廷』 - 漫画。連載版のプロトタイプ。『WJ』に連載昇格（作画：小畑健）[11][9]
- ONE・村田雄介『ワンパンマン』出張版[2] - 漫画
- 高山としのり『ケータイショウジョ』 - 漫画。『WJ』に移籍・改題
- 西義之『ペンに恋するインク瓶』 - エッセイ漫画。全4回
- 平方昌宏『帰ってきたっ! 新米婦警キルコさん』 - 連載漫画。WJより移籍[9]
- 小野玄暉『心の中の銃切剣』 - 漫画
- 杉江翼・田岡宗晃・小森陽一『天神-TENJIN-』 - 漫画。『J+』に移籍[9]
- 麻生周一『斉木楠雄のΨ難』アニメ版 - フラッシュアニメ
- 鈴木信也『鬼畜の菊池くん』 - 連載漫画。

### 2号
- KAITO『アンチラバーズ』[5] - 漫画
- 小林尽・目黒ひばり『放課後ましまし倶楽部』[5] - 漫画。『声優ましまし倶楽部』の前身。『J+』に移籍・改題
- 漫☆画太郎『おもてなシミュレーションゲーム滝川』[5]
- 仲間りょう『磯部磯兵衛物語〜浮世はつらいよ〜』アニメ版[5] - フラッシュアニメ
- 近藤信輔『ジュウドウズ』（読切版） - 漫画。『WJ』に連載昇格
- 伊原大貴『日刊少年伊原』『愛戦争』 - 漫画
- 高山としのり『i・ショウジョ』 - 漫画。WJより移籍。『J+』に移籍・改題[9]
- 叶恭弘『WHITE東京』 - 漫画
- ミヨカワ将『屍のサンドウィッチ』 - 漫画
- 大石浩二『天才編集者周平 ミニキャッパー周平～周平編集記～』 - 連載漫画。短編集収録
- 横田卓馬・やしろ学『夏と神輿と巨大怪獣』 - 連載漫画。全4話
- 緒方てい『ラフダイヤモンド まんが学校にようこそ』 - 漫画。『J+』に移籍[9]
- 上原さつき『EXP:0』 - 漫画。『J+』に移籍[9]
- シロヤギ 『ケッパレ 松原さん!』 - 漫画。『J+』に移籍[9]
- 綱本将也・結布『ゆかりちゃん』 - 漫画。『J+』に移籍[9]
- 久楽『はしやすめに 猫田さん』 - 漫画。『J+』に移籍[9]
- 井谷賢太郎『右巻地獄探偵事務所』

## 編集方針
集英社のWJ編集部・デジタル事業部・ライツ事業部メンバーの混成チームによる「企画室」という編集部的な組織によって運営された。
何らかの電子デバイスを持っていないと読めないため必然的に中高生以上が対象になるが、『LIVE』は具体的な特定の年齢層や性別などをターゲットとして設定していない。形としては、『WJ』増刊号で「完全にデジタルの雑誌」を目指していた。また、「ジャンプBOOKストア！」を利用する10代や、ニコニコ動画・pixivなどを利用する『WJ』読者にも届くコンテンツを作ることを目標としていた
デジタル世代の作家とプラットフォームを育成する実験的意味合いが強く、短期的な利益は想定されていなかった。将来的にはLIVE単体でもビジネスが成立することが目標で、いずれ月単位で購入する月刊誌的なスタイルにする構想もあった。
細野は漫画家が旧来の表現方法にこだわっていると考えていたが、実際には漫画家のほうがデジタルならではの表現に積極的であったと語っている。編集者は企画段階で『LIVE』の方向性について明確なイメージを持っていなかったが、作家からいろいろな提案を受けて形になっていったという。
有料パスは250円～300円に設定された。細野はボリュームを考えたら割安であるとしていた
細野は「紙の雑誌を作る片手間」では読者はガッカリするだけであるとしてかなり力を入れたと述べている。　
画質はアプリの軽量化のためにある程度画質を下げ、作家には雑誌と同レベルで依頼していたが、Retinaディスプレイを搭載したiPadなどディスプレイ性能の高い端末で見るには不十分だったという
データの抜き取りを防止する仕組みは特に設けていなかった
閲覧数ランキング、有料パス購入者だけが押せる「いいジャン」数ランキングが表示された。それらの数字を参考に、本誌と同じようにアンケートも採って、総合的に作品の人気を図り、次号の企画に生かすことが想定されていた。ジャンプ発売日に友だち同士で作品を語りあったことを再現するため、Twitterなどに感想を投稿できる仕組みが構築された。これによって作品配信の瞬間に、話題がソーシャルメディアで共有・拡散されることが目指された

## 読者層
2013年12月時点で40万ダウンロードを突破した。
2013年10月時点で約7割が男性と本誌読者層に近かったが、予想より若干若かった。スマホ所有率も高い30歳以上の元ジャンプ読者が再びLIVEを読むのが1つのボリュームゾーンとされた。かねてから編集部が読者として獲得したいが、うまくアプローチできていないと考えていた、10代のニコニコ動画やPixivユーザーもターゲットとして想定された。スマホ移行がまだ進んでいないと思われる10代もLIVEをiPod touchで閲覧することが多かった。
| 年月       | DL数 | 備考・出典                                                                                               |
| ---------- | ---- | --- |
| 2013年8月  | 30万 | [ 13 ]                                                                                                   |
| 2013年9月  | 35万 | 1割以上のユーザーが有料パスを購入。中心は10代で、ボリュームゾーンは15歳前後。利用端末の約2割がiPod touch |
| 2013年12月 | 40万 | [ 12 ]                                                                                                   |

## 新人賞
ジャンプ次世代マンガ賞 
『LIVE』（週刊少年ジャンプ編集部）と『となりのヤングジャンプ』（週刊ヤングジャンプ編集部）の共同開催。

## 他媒体とのコラボレーション
週刊少年ジャンプ
WJの多数の作品がイラストなどを配信した。また、本誌新連載の最初の3話や様々な連載作品の7話分などを配信した。
少年ジャンプNEXT!!
『図書館救世委員会』がNEXT!!とLIVEに掲載・配信された。
ヤングジャンプ
『トーキョーグール』などを配信した。
となりのヤングジャンプ
共同で新人賞を開催した。また一部作品の同時配信なども行われた。
ジャンプ改
過去のバックナンバーを丸ごと配信した。
ジャンプ ジェイ ブックス
WJ連載作品ノベライズの一部が配信された。